# Santuario San Campio
El Santuario San Campio de Lonxe es un lugar donde rinde culto a San Campio, ubicado en Figueiró, Tomiño (provincia de Pontevedra, Galicia, España).

## Historia
San Campio de lonxe, soldado romano, padece el martirio en los tiempos de los emperadores Diocleciano y Maximiliano, año 306, y es sepultado su santo cuerpo, por sus compañeiros en la fe, en el cementerio de San Calixto - Catacumbas- en Roma.
Por su ejemplo y firmeza en confesar su fe en Cristo, siguen el camino del martirio a su mujer Arquelaida y los tres hijos de corta edad.
El comienzo de la devoción a SAN CAMPIO "de lonxe" (de lejos), en Figueiró, se pierden en la lejanía de los siglos. El suntuoso Santuario en donde se venera hoy en día, se fecha en el año 1804, y fue construido sobre una antigua capilla en honor a San Antonio de Padua. Fue reedificado en los años 1871-1874. Se consolidó en 1974 y se reformó en el año 1993.
Acuden diariamente peregrinos que llegan de los lugares más recónditos de Galicia y de la parte Norte de Portugal. El nombre que recibe, SAN CAMPIO "de lonxe" se debe a que los peregrinos vienen a pie desde muchos kilómetros de distancia, y queda "lonxe" el Santuario, en relación con otros lugares donde se venera este Santo. También se conoce como SAN CAMPIO "do monte" (del monte) por el peregrinar de los peregrinos por montes o matorrales buscando atajos para llegar primero a los pies del Santo.
Se lo invoca para toda clase de enfermedades, especialmente en las de cáncer, reumáticas y nerviosas o mentales. En tiempos pasados fue "el gran médico venturoso" al que se recurría para curar todo "meigallo" y también a los que sufrían de "ramo cativo", es decir, posesión diabólica. Conforme fuese la enfermedad en la que el Santo mostró su intercesión -o para la que esperan alcanzar- serán los exvotos que se le ofrecen. De esto viene que cientos de figuras de cera, representando manos, pies, cabezas, gargantas, estómagos, pecjos, cuerpos enteros, etc., sean depositados en su altar.
También son frecuentes las promesas de pesarse en trigo, centeno o sal. El ofrendante paga su peso en la especie indicada su importe en metálico. Para cumplir este voto hay una pesa muy antigua o balanza colgante, a modo de báscula romana, donde en un platillo se coloca el peregrino y en otro la materia de la ofrenda. 
Por haber sido soldado se le tiene por patrón o protector tutelar de los jóvenes que sirven a la patria. Antes de ir al servicio peregrinan a San Campio buscando su protección y muchos -como símbolo- le ofrecen la corbata, y al regresar vienen a darle gracias, y si obtuvieron alguna medalla o triunfo en las campañas también se la ofrendan, rindiendo esta homenaje a su Capitán.